# Megan Williams
Megan Mingyu Williams (ur. 11 września 1956 roku w Londynie, zm. 17 kwietnia 2000 w Darlinghurst) – australijska aktorka i piosenkarka, najbardziej znana z roli Cassie Jones w miniserialu Powrót do Edenu.

## Rys biograficzny
Córka Davida Williamsa i Chin Yu Williams, mając sześć miesięcy trafiła na mały ekran w jednym z odcinków angielskiego serialu Przygody Robin Hooda (The Adventures of Robin Hood, 1957) jako porzucona Molly. Na początku lat 70. XX wieku wraz z rodzicami przeniosła się z Anglii do Sydney w Australii.
W australijskiej operze mydlanej Klasa '74 (Class of '74, 1974-75) pojawiła się jako Ann Watson. Po gościnnym występie w serialu Dewizon 4 (Division 4, 1975), zdobyła popularność rolą Alice Watkins Sullivan, córki publicysty w operze mydlanej Rodzina Sullivanów (The Sullivans, 1976-83), gdzie swoje kariery rozpoczynali: Mel Gibson, Kylie Minogue i jej siostra Dannii Minogue, Sam Neill, Christine Amor i Saskia Post. Pojawiła się także w teledysku zespołu Mondo Rock do piosenki „The Queen & Me” (1982).
W 1984 wraz z zespołem Cold Chisel nagrała utwór „Flame Trees” pochodzący z albumu „Twentieth Century”. Rola pielęgniarki Kate Baker w miniserialu Anzacs (1985) przyniosła jej nagrodę Logie. W miniserialu Powrót do Edenu (1986) zagrała postać Cassie Jones, sekretarki Harper Mining Limited.

## Życie prywatne
Przez jedenaście lat była związana z Ianem Moss, wokalistą i gitarzystą grupy muzycznej Cold Chisel.
W 1997 przeszła operację usunięcia raka sutka, jednak w grudniu 1999 ponownie zdiagnozowano u niej nowotwór złośliwy.
Zmarła 17 kwietnia 2000 w wieku 43 lat, w Sacred Heart Hospice w Darlinghurst, w Nowej Południowej Walii.